# 楠西奥

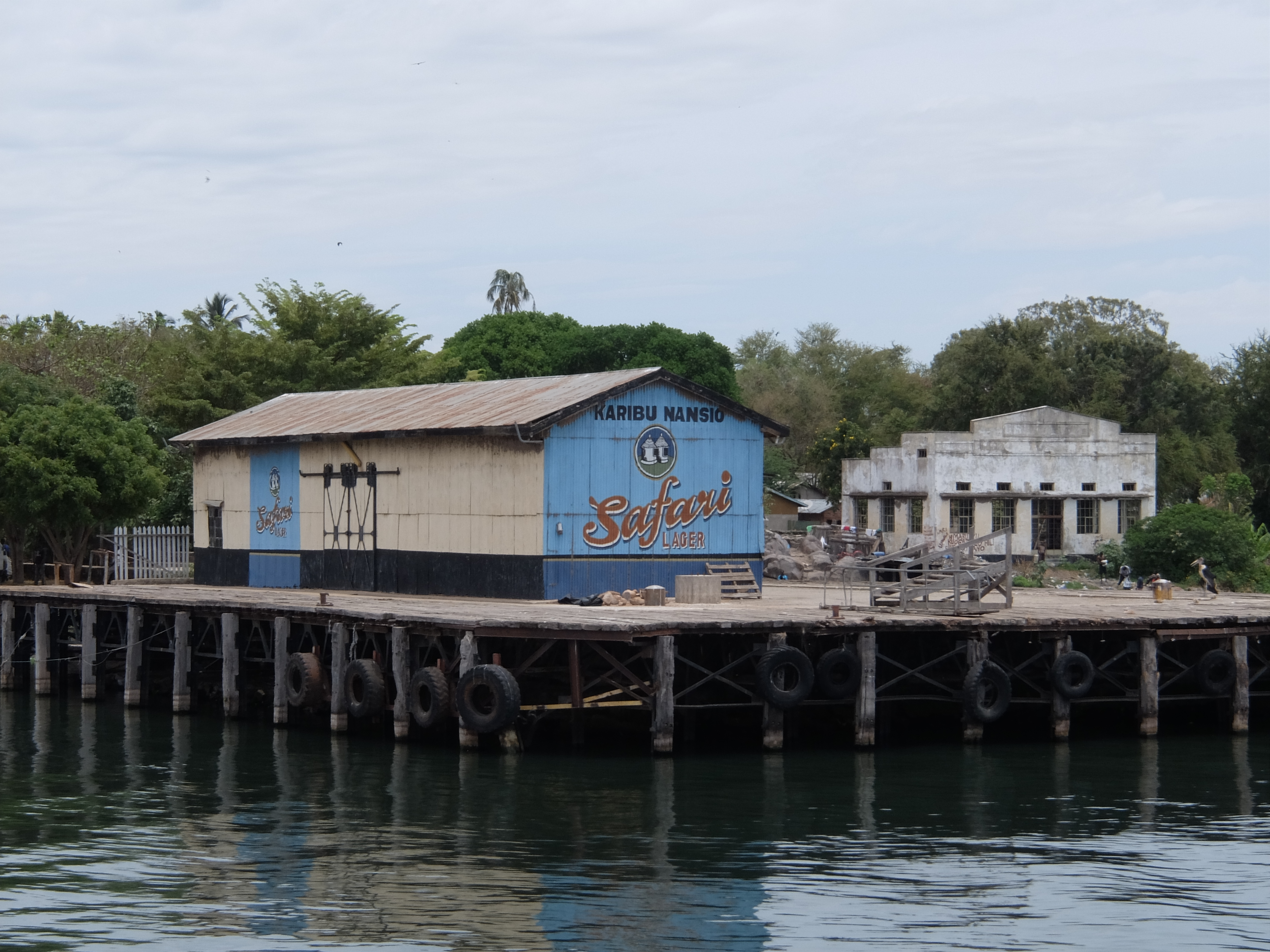
从姆万扎前往乌凯雷丰岛的渡船上拍摄到的楠西奥港

楠西奥是维多利亚湖中乌凯雷丰岛上的一个镇，属坦桑尼亚姆万扎区管辖。镇上主要承担从姆万扎到乌凯雷丰岛的客货运输。根据2002年8月1日的统计数据，楠西奥共有人口5,967人。